# Arnold Kruiswijk
Arnold Kruiswijk (Groningen, 2 november 1984) is een Nederlands voormalig voetballer, die als verdediger speelde. Hij is actief als jeugdtrainer bij FC Groningen.

## Clubcarrière

### FC Groningen
Kruiswijk groeide op in Appingedam en speelde in de jeugd van VV Appingedam. In 1997 ging hij naar de jeugdafdeling van FC Groningen. Hij maakte zijn debuut in het eerste elftal van deze club in 2002 in een bekerwedstrijd tegen AFC Ajax, waarin hij het Ajacied Nikos Machlas lastig maakte. Op 10 september 2006 maakte Kruiswijk het snelste eigen doelpunt in de geschiedenis van de Eredivisie: in de wedstrijd tegen Heracles Almelo wist hij al na negen seconden doelman Bas Roorda te passeren.
Kruiswijk maakte deel uit van de selectie van Jong Oranje tijdens de gewonnen Europese kampioenschappen van 2006 en 2007. Het eerste toernooi kwam hij niet in actie, maar in 2007 speelde hij de laatste groepswedstrijd tegen Jong België. In de halve finale tegen Jong Engeland viel hij in de tweede helft in voor de geblesseerde Ron Vlaar. Tijdens de lange strafschoppenreeks had hij de beslissing op zijn schoen, maar Kruiswijk schoot over. Tijdens de met 4–1 gewonnen finale tegen Jong Servië in zijn "eigen" Euroborg stond hij wederom in de basis.

### RSC Anderlecht, Roda JC en sc Heerenveen
Hij had een contract bij FC Groningen tot 2008. Vanaf juli 2008 kwam hij uit voor RSC Anderlecht, waar hij een contract tekende voor vier seizoenen. Na de winterstop van het seizoen 2009/10 werd Kruiswijk verhuurd aan de Nederlandse Eredivisionist Roda JC. De daaropvolgende vier seizoenen kwam Kruiswijk uit voor sc Heerenveen, dat hem overnam van Anderlecht. Na vier seizoenen besloot hij om zijn aflopende contract niet te verlengen. In die vier seizoenen speelde hij ruim tachtig competitieduels en zeven bekerwedstrijden.

### Vitesse
In mei 2014 tekende Kruiswijk een contract voor drie seizoenen bij Vitesse; hij werd transfervrij overgenomen van sc Heerenveen. Op 10 augustus 2014 debuteerde hij voor Vitesse in de uitwedstrijd tegen AFC Ajax (4–1 verlies). Na 303 doelpuntloze wedstrijden in de Eredivise (ook een record) scoorde hij op 10 maart 2017 tegen Sparta Rotterdam. Tevens won hij met Vitesse in 2017 de bekerfinale met 2-0 van AZ. Door dit resultaat won de club voor het eerst in hun 125-jarig bestaan de KNVB Beker. Als bekerwinnaar, van het seizoen 2016/17, mocht Vitesse spelen om de Johan Cruijff Schaal tegen landskampioen Feyenoord op 5 augustus 2017. Het duel eindigde na reguliere speeltijd in 1-1. Vitesse verloor daarna na strafschoppen (4-2), waarbij Vitesse-spelers Tim Matavž en Milot Rashica hun penalty's misten. Na het seizoen 2018/19 zet Kruijswijk een punt achter zijn actieve voetbalcarrière wegens een slepende rugblessure.

## Clubstatistieken
| Seizoen         | Club            |                    | Competitie      | Competitie | Competitie | Beker | Beker | Internationaal | Internationaal | Overig | Overig | Totaal | Totaal |
| Seizoen         | Club            | Duels              | Competitie      | Goals      | Duels      | Goals | Duels | Goals          | Duels          | Goals  | Duels  | Goals  |        |
| --------------- | --------------- | ------------------ | --------------- | ---------- | ---------- | ----- | ----- | -------------- | -------------- | ------ | ------ | ------ | ------ |
| 2001/02         | FC Groningen    | Vlag van Nederland | Eredivisie      | 0          | 0          | 1     | 0     | –              | –              | –      | –      | 1      | 0      |
| 2002/03         | FC Groningen    | Vlag van Nederland | Eredivisie      | 19         | 0          | 1     | 0     | –              | –              | –      | –      | 20     | 0      |
| 2003/04         | FC Groningen    | Vlag van Nederland | Eredivisie      | 28         | 0          | 2     | 0     | –              | –              | –      | –      | 30     | 0      |
| 2004/05         | FC Groningen    | Vlag van Nederland | Eredivisie      | 25         | 0          | 1     | 0     | –              | –              | –      | –      | 26     | 0      |
| 2005/06         | FC Groningen    | Vlag van Nederland | Eredivisie      | 22         | 0          | 4     | 0     | –              | –              | 0      | 0      | 26     | 0      |
| 2006/07         | FC Groningen    | Vlag van Nederland | Eredivisie      | 25         | 0          | 1     | 0     | 2              | 0              | 4      | 0      | 32     | 0      |
| 2007/08         | FC Groningen    | Vlag van Nederland | Eredivisie      | 30         | 0          | 2     | 0     | 2              | 0              | 3      | 0      | 37     | 0      |
| Club totaal     | Club totaal     | Club totaal        | Club totaal     | 149        | 0          | 12    | 0     | 4              | 0              | 7      | 0      | 172    | 0      |
| 2008/09         | Anderlecht      | Vlag van België    | Eerste klasse   | 17         | 0          | 1     | 0     | 1              | 0              | –      | –      | 19     | 0      |
| 2009/10         | Anderlecht      | Vlag van België    | Eerste klasse   | 0          | 0          | 2     | 0     | 1              | 0              | 0      | 0      | 3      | 0      |
| Club totaal     | Club totaal     | Club totaal        | Club totaal     | 17         | 0          | 3     | 0     | 2              | 0              | 0      | 0      | 22     | 0      |
| 2009/10         | → Roda JC       | Vlag van Nederland | Eredivisie      | 17         | 0          | 0     | 0     | –              | –              | 4      | 0      | 21     | 0      |
| Club totaal     | Club totaal     | Club totaal        | Club totaal     | 17         | 0          | 0     | 0     | 0              | 0              | 4      | 0      | 21     | 0      |
| 2010/11         | sc Heerenveen   | Vlag van Nederland | Eredivisie      | 21         | 0          | 2     | 0     | –              | –              | –      | –      | 23     | 0      |
| 2011/12         | sc Heerenveen   | Vlag van Nederland | Eredivisie      | 14         | 0          | 2     | 0     | –              | –              | –      | –      | 16     | 0      |
| 2012/13         | sc Heerenveen   | Vlag van Nederland | Eredivisie      | 19         | 0          | 2     | 0     | 2              | 0              | 0      | 0      | 23     | 0      |
| 2013/14         | sc Heerenveen   | Vlag van Nederland | Eredivisie      | 27         | 0          | 1     | 0     | –              | –              | 2      | 0      | 30     | 0      |
| Club totaal     | Club totaal     | Club totaal        | Club totaal     | 81         | 0          | 7     | 0     | 2              | 0              | 2      | 0      | 92     | 0      |
| 2014/15         | Vitesse         | Vlag van Nederland | Eredivisie      | 16         | 0          | 2     | 0     | –              | –              | 0      | 0      | 18     | 0      |
| 2015/16         | Vitesse         | Vlag van Nederland | Eredivisie      | 22         | 0          | 1     | 0     | 0              | 0              | –      | –      | 23     | 0      |
| 2016/17         | Vitesse         | Vlag van Nederland | Eredivisie      | 27         | 1          | 4     | 0     | –              | –              |        |        | 31     | 1      |
| 2017/18         | Vitesse         | Vlag van Nederland | Eredivisie      | 4          | 0          | 0     | 0     | 0              | 0              | 1      | 0      | 5      | 0      |
| 2018/19         | Vitesse         | Vlag van Nederland | Eredivisie      | 0          | 0          | 0     | 0     | 0              | 0              |        |        | 0      | 0      |
| Club totaal     | Club totaal     | Club totaal        | Club totaal     | 69         | 1          | 7     | 0     | 0              | 0              | 1      | 0      | 77     | 1      |
| Carrière totaal | Carrière totaal | Carrière totaal    | Carrière totaal | 333        | 1          | 29    | 0     | 8              | 0              | 14     | 0      | 384    | 1      |

Bijgewerkt op 29 december 2018.

## Trainerscarrière

### Jeugdtrainer
In het seizoen 2018/19 liep hij stage bij Vitesse bij de Onder-15 en Onder-16 als assistent-trainer en hij behaalde zijn UEFA B-diploma bij de KNVB. Hij wil ook zijn UEFA A-diploma behalen. In het seizoen 2019/20 was hij assistent-trainer bij de Onder-15 van FC Groningen. Vanaf het seizoen 2020/21 was hij assistent-trainer bij de Onder-16 van FC Groningen en hoofdtrainer van de Onder-19 van Be Quick 1887. Sinds het seizoen 2021/2022 is hij jeugdtrainer bij de Onder-18 van FC Groningen.

## Erelijst
Als speler
 Nederland onder 21
- UEFA EK onder 21: 2007

 Vitesse
- KNVB Beker: 2016/17